# Gottfried Böhm
Gottfried Böhm (Offenbach am Main, 23 januari 1920 – Keulen, 9 juni 2021) was een Duitse architect.

## Loopbaan
Zijn vader, Dominikus Böhm, staat bekend als ontwerper van diverse kerken in heel Duitsland. Zijn grootvader was ook architect. Na zijn afstuderen aan de Technische Universiteit München in 1946 volgde Böhm een studie beeldhouwen. Na 1947 werkte Böhm voor zijn vader tot diens dood in 1955. Böhm nam later het bedrijf over. Tijdens deze periode werkte hij samen met de Vereniging voor de wederopbouw van Keulen die onder leiding stond van Rudolf Schwarz. In 1951 reisde hij naar New York, waar hij zes maanden werkte voor architectenbureau Cajetan Baumann. Tijdens zijn reis naar Amerika ontmoette Böhm de Duitse architecten Ludwig Mies van der Rohe en Walter Gropius, twee van zijn grootste inspiratiebronnen.
In de volgende decennia ontwierp Böhm vele gebouwen, waaronder kerken, musea, openbare centra, kantoorgebouwen, woningen en appartementen. In Nederland is de Gregoriuskerk te Brunssum door hem ontworpen. Hij is zowel een expressionistisch als post-Bauhaus architect. Zelf ziet hij zich als een architect die verbindingen legt tussen het verleden en de toekomst, tussen de wereld van de ideeën en de fysieke wereld, tussen een gebouw en de stedelijke omgeving.

## Gottfried Böhm Beurs
Ter gelegenheid van de 100e geboortedag van de Keulse architect Gottfried Böhm stelde de Keulse burgemeester Henriette Reker voor om in 2020 een beurs in het leven te roepen ter ere van de internationaal bekende architect. In 2023 wordt de beurs voor het eerst uitgereikt. Postdoctorale architecten kunnen zich tot 31 augustus 2023 aanmelden. De beurs start in oktober 2023 en duurt een jaar.
De Gottfried Böhm-beurs ondersteunt postdoctorale architecten die bijzonder geïnteresseerd zijn in de relatie tussen architectuur en stedenbouw. Onder het beschermheerschap van de Keulse burgemeester Henriette Reker vindt de eenjarige residentiële beurs plaats in de metropool Keulen. De beurshouder krijgt de kans om een jaar lang te werken aan creatieve en visionaire opgaven op het gebied van architectuur en stedenbouw voor Keulen en omgeving. Gedurende deze periode ontvangt hij of zij gratis huisvesting, een werkplek in een creatieve omgeving midden in de stad en een maandelijkse toelage van in totaal 2.500 euro. De beurs wordt aangeboden en begeleid door de Verein der Freunde und Förderer der Technischen Hochschule Köln e.V. (Vereniging van Vrienden en Sponsors van de Technische Hogeschool Keulen).

## Prijzen en onderscheidingen
- 1967 Architectuurprijs van de Vereniging van Duitse Architecten
- 1968 Architectuurprijs van de Vereniging van Duitse Architecten
- 1971 Architectuurprijs van de Vereniging van Duitse Architecten
- 1974 Berlijn Kunstprijs van de Akademie der Künste
- 1975 Großer BDA-Preis van de Vereniging van Duitse Architecten
- 1977 Ere-professor Universidad Nacional Federico Villarreal, Lima, Peru
- 1977 Federico Villa-Real-prijs, Lima, Peru
- 1982 Grande Medaille d'Or d'Architecture, L'Academie d'Architecture
- 1982 Honorary Fellow, American Institute of Architects
- 1983 Erelid van het American Institute of Architects
- 1985 Fritz Schumacher Prijs, Hamburg
- 1985 Eredoctoraat Technische Universiteit München
- 1985/86 Cret leerstoel aan de Universiteit van Pennsylvania
- 1986 Pritzker Prize
- 1987 Gebhard Fugel Prijs van de Duitse Vereniging voor christelijke kunst
- 1991 Erelid van de Koninklijk Instituut van Britse Architecten
- 1993 Culturele Prijs van de Sparkasse Cultural Foundation
- 1994 Medaille van de Architecten en ingenieurs vereniging Keulen
- 1996 Staatsprijs van Noordrijn-Westfalen

## Galerij

Afbeeldingen
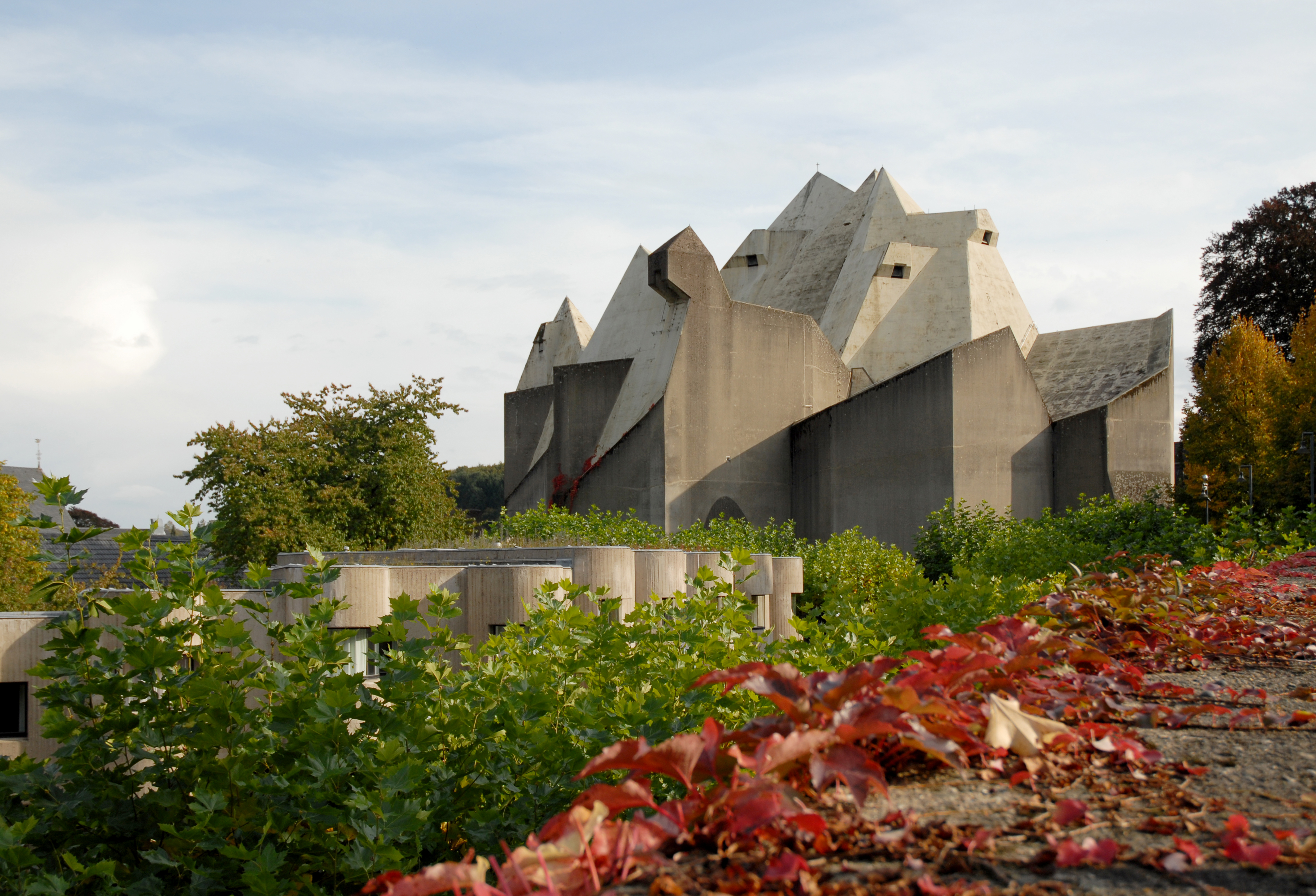
Maria Koningin van de Vredekerk in Neviges
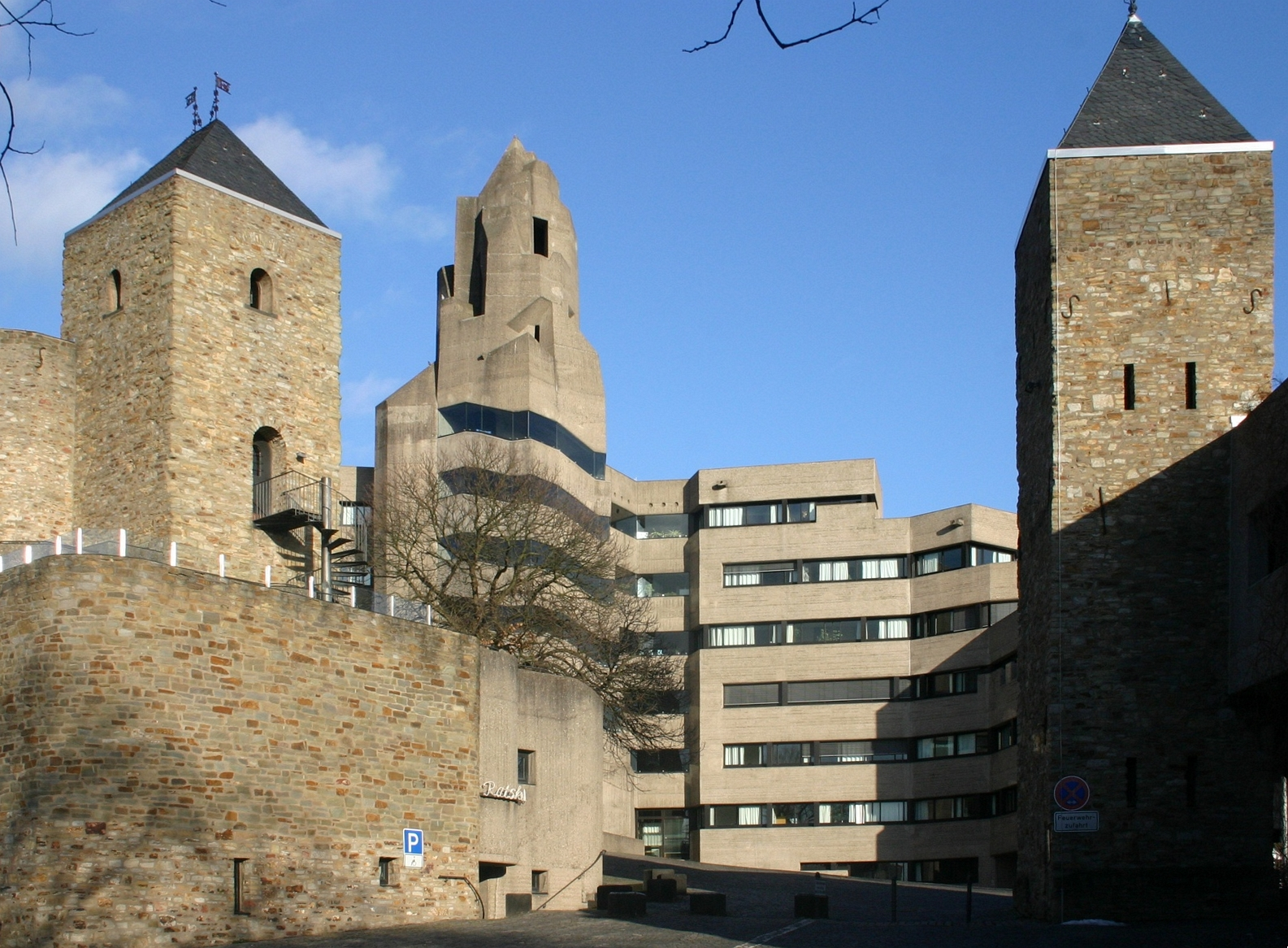
Gemeentehuis van Bensberg
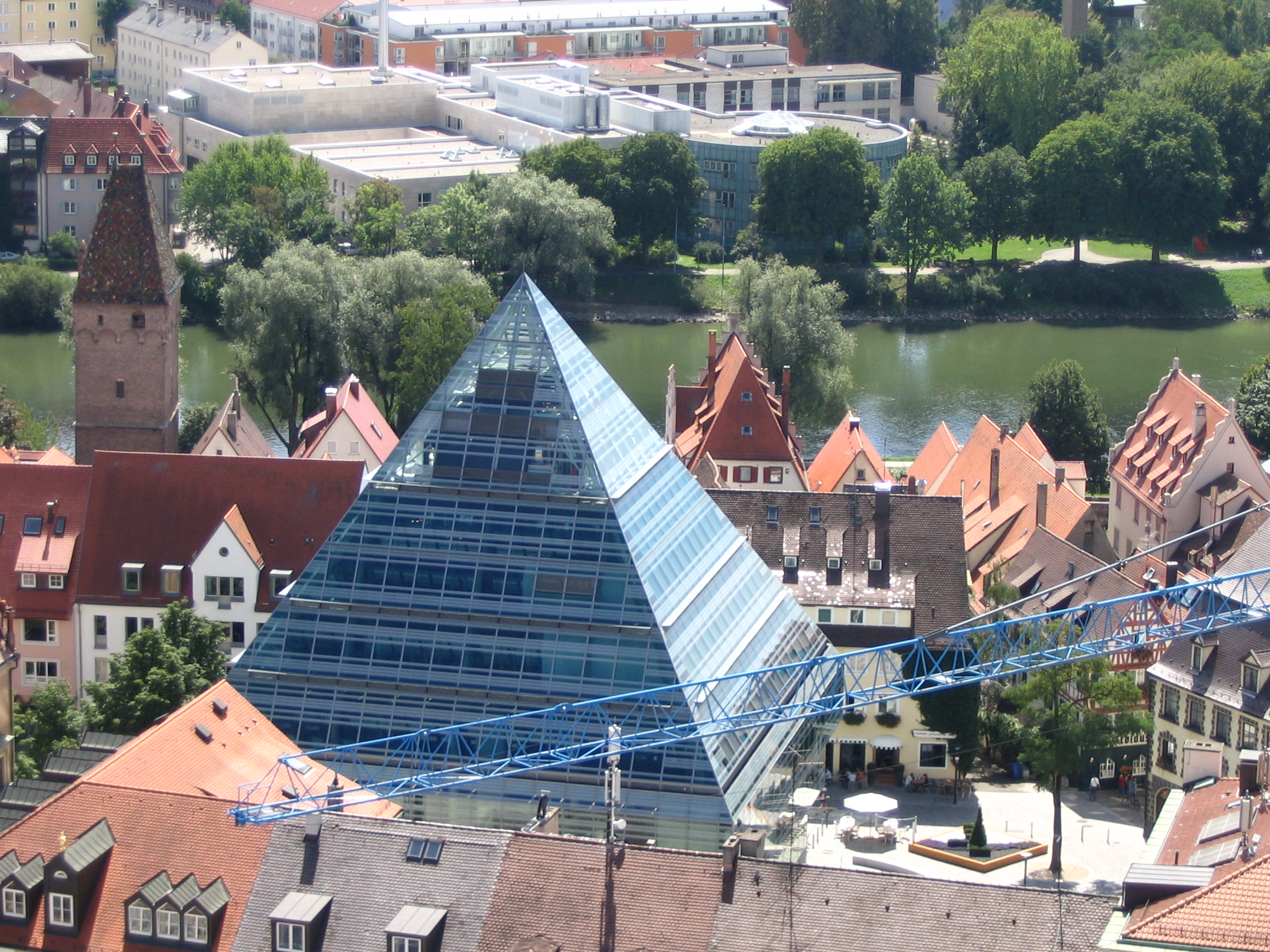
Bibliotheek van Ulm
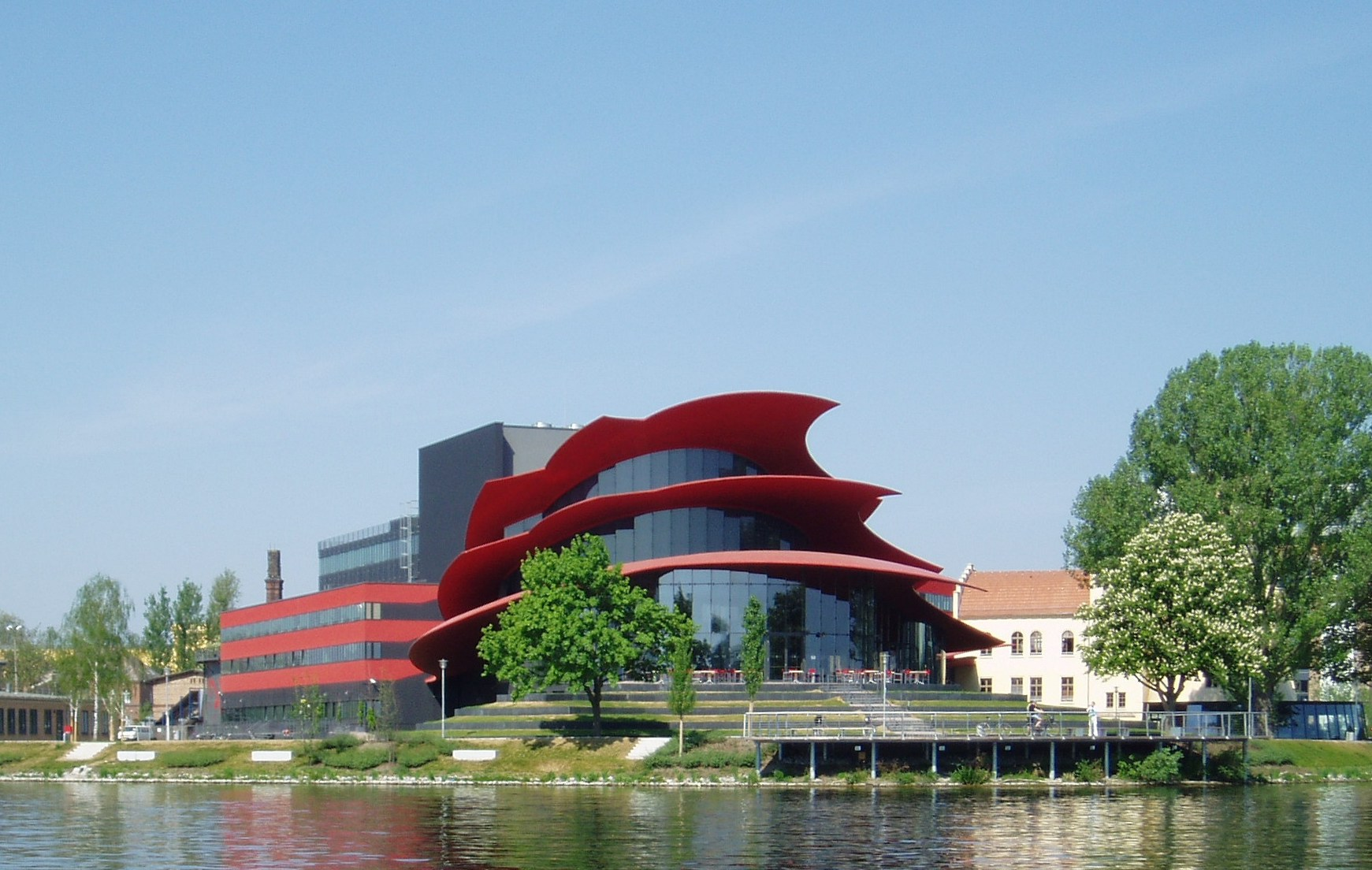
Hans Otto theater, Potsdam
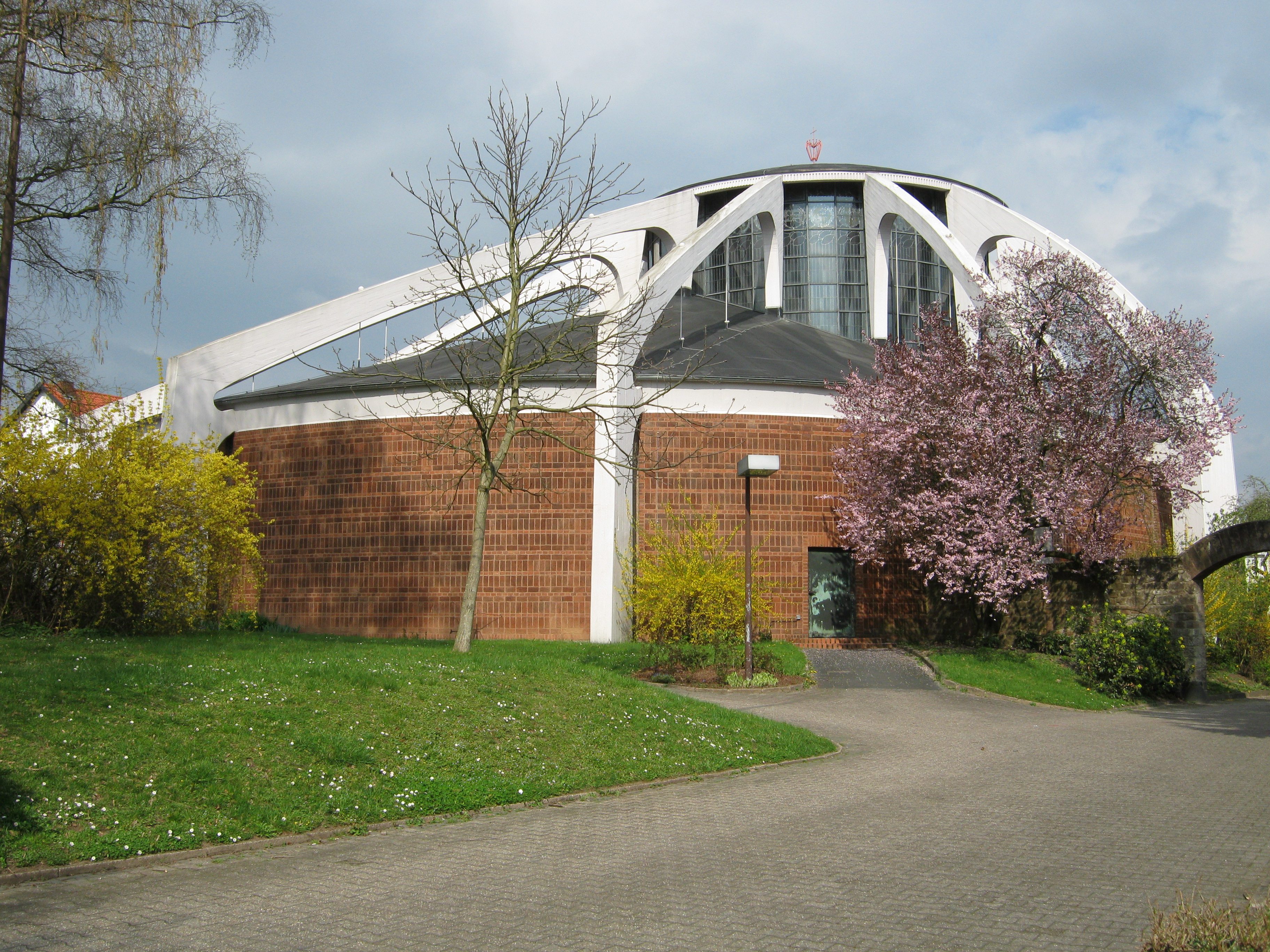
St. Albertkerk, Saarbrücken
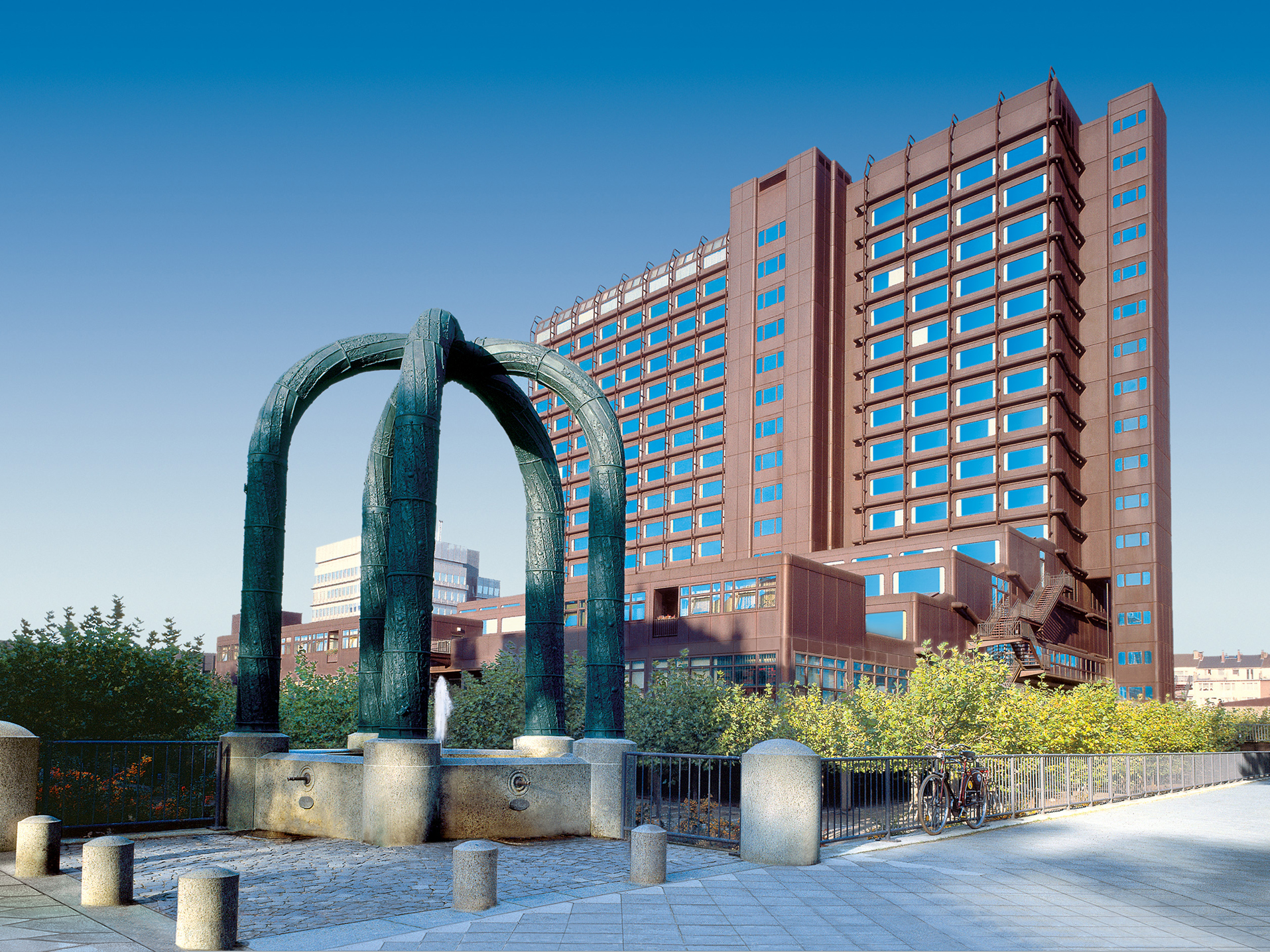
Gebouw van het Landesbetrieb Information und Technik Nordrhein-Westfalen in Düsseldorf
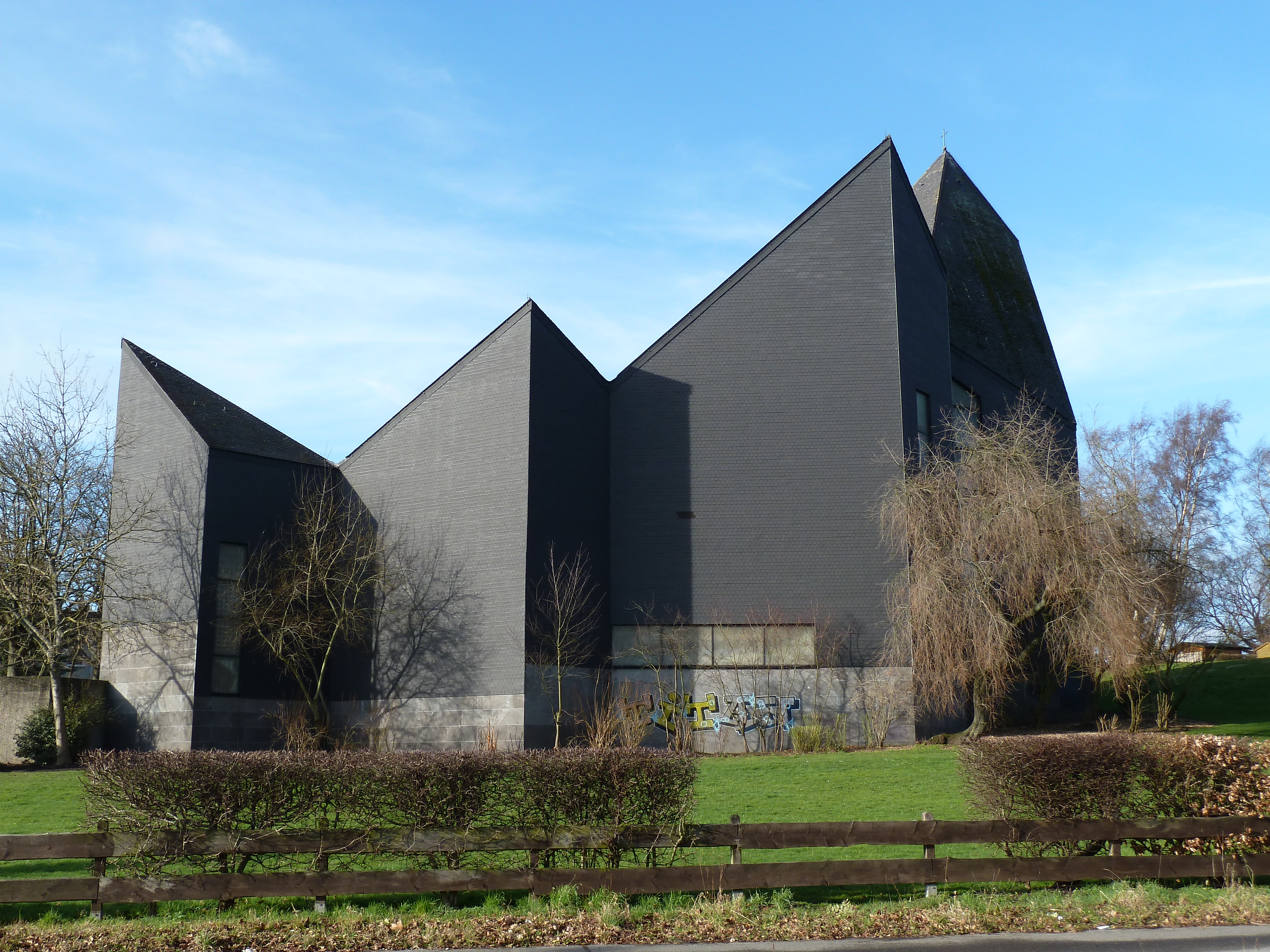
St. Hubertuskerk, Aken
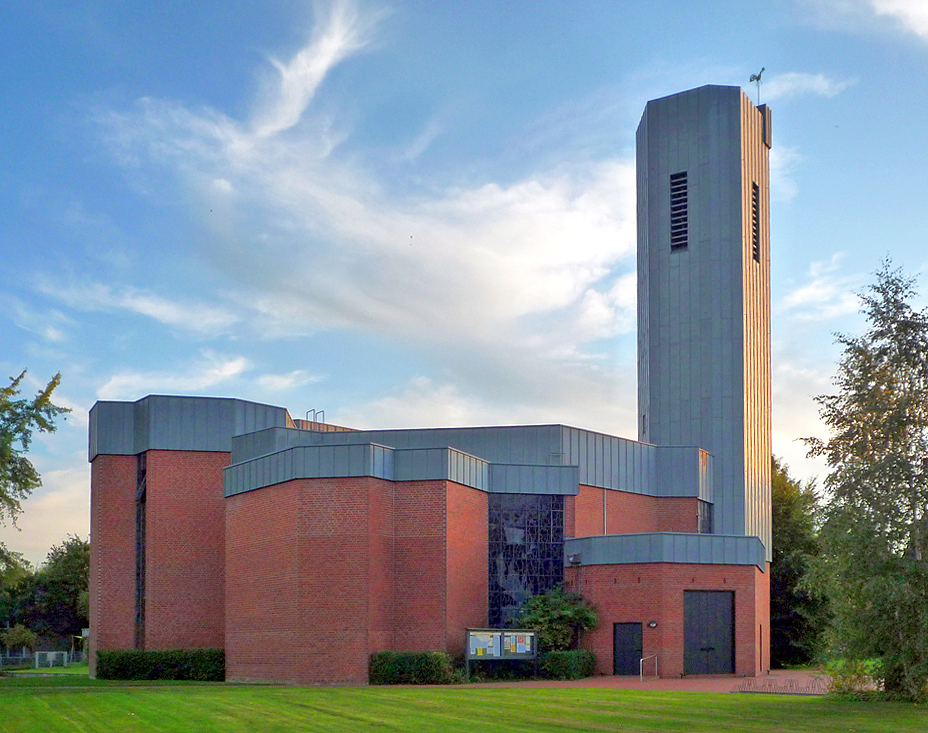
St. Johannes Baptist Rheda-Wiedenbrück
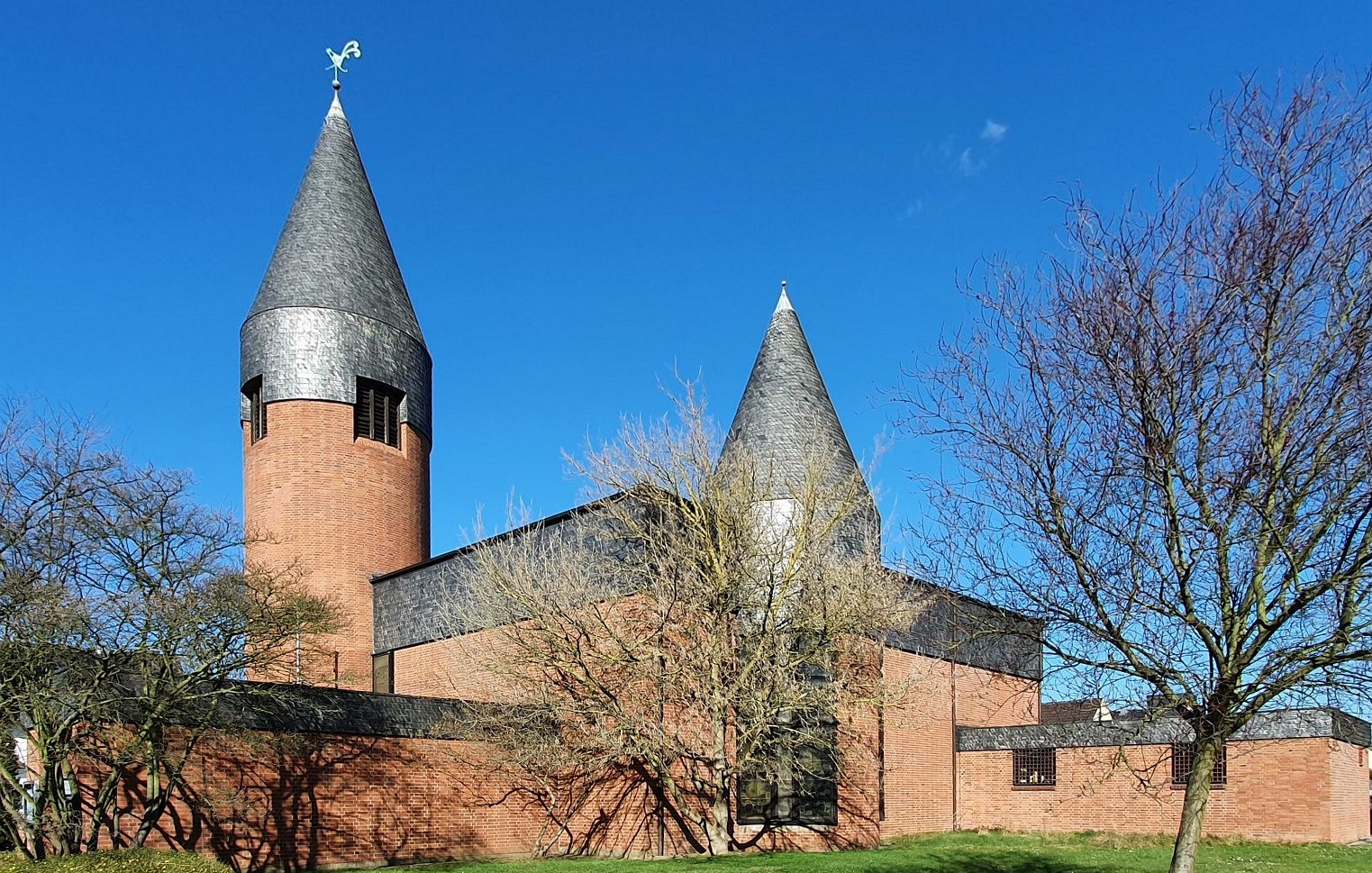
St. Adelheid, Troisdorf
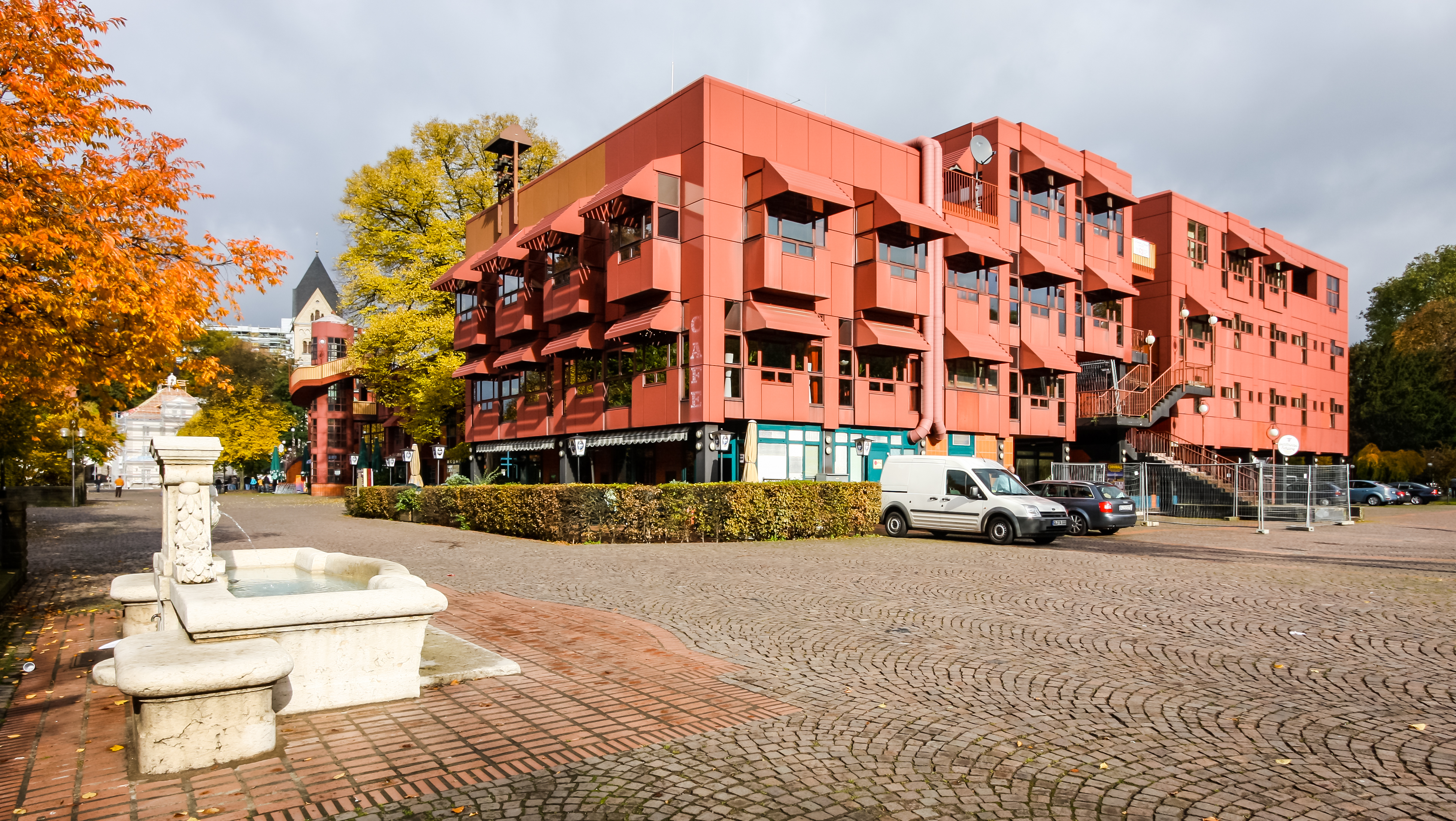
Gemeenschapscentrum Bergischer Löwe, Bergisch Gladbach
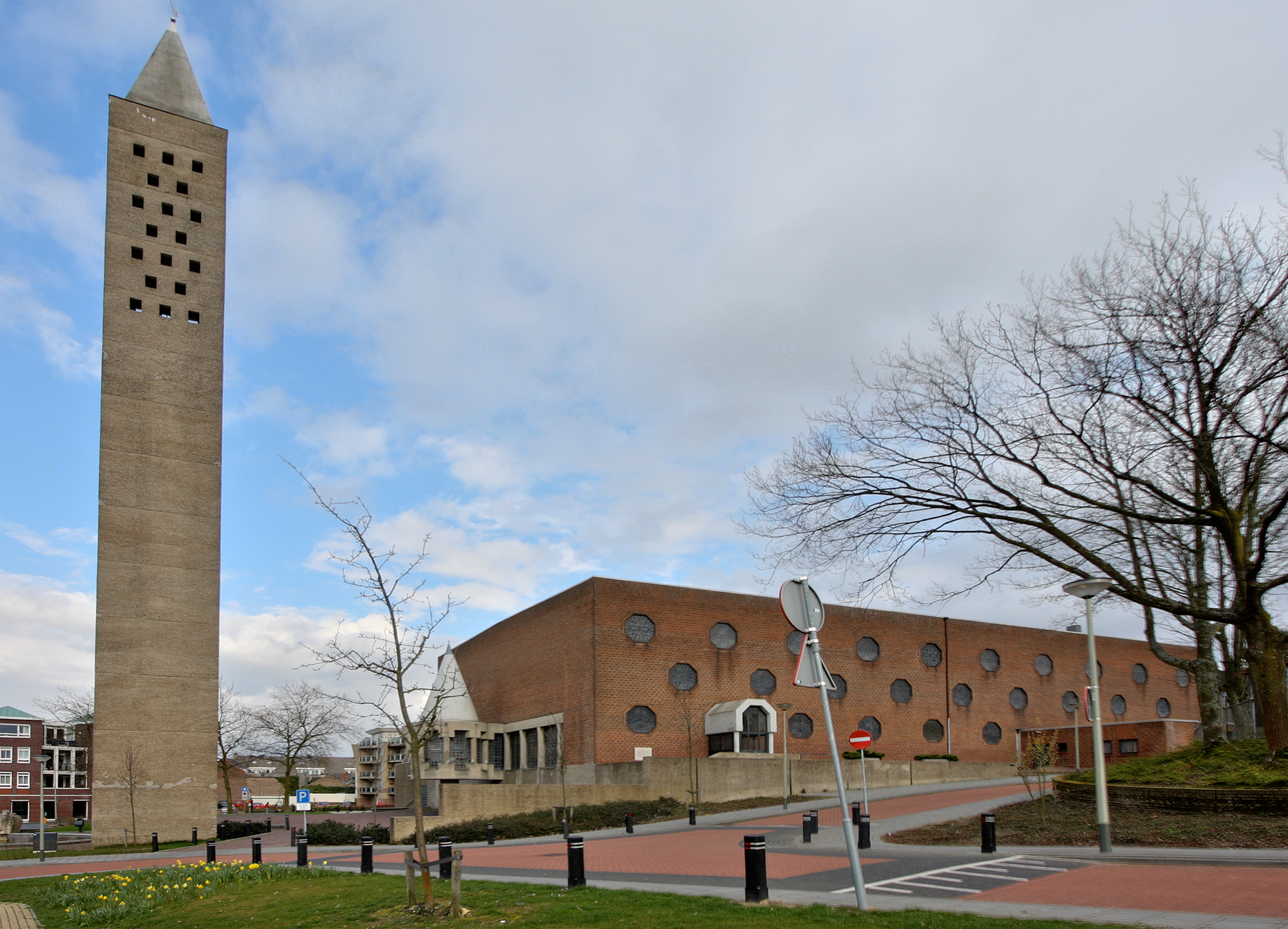
Gregoriuskerk, Brunssum
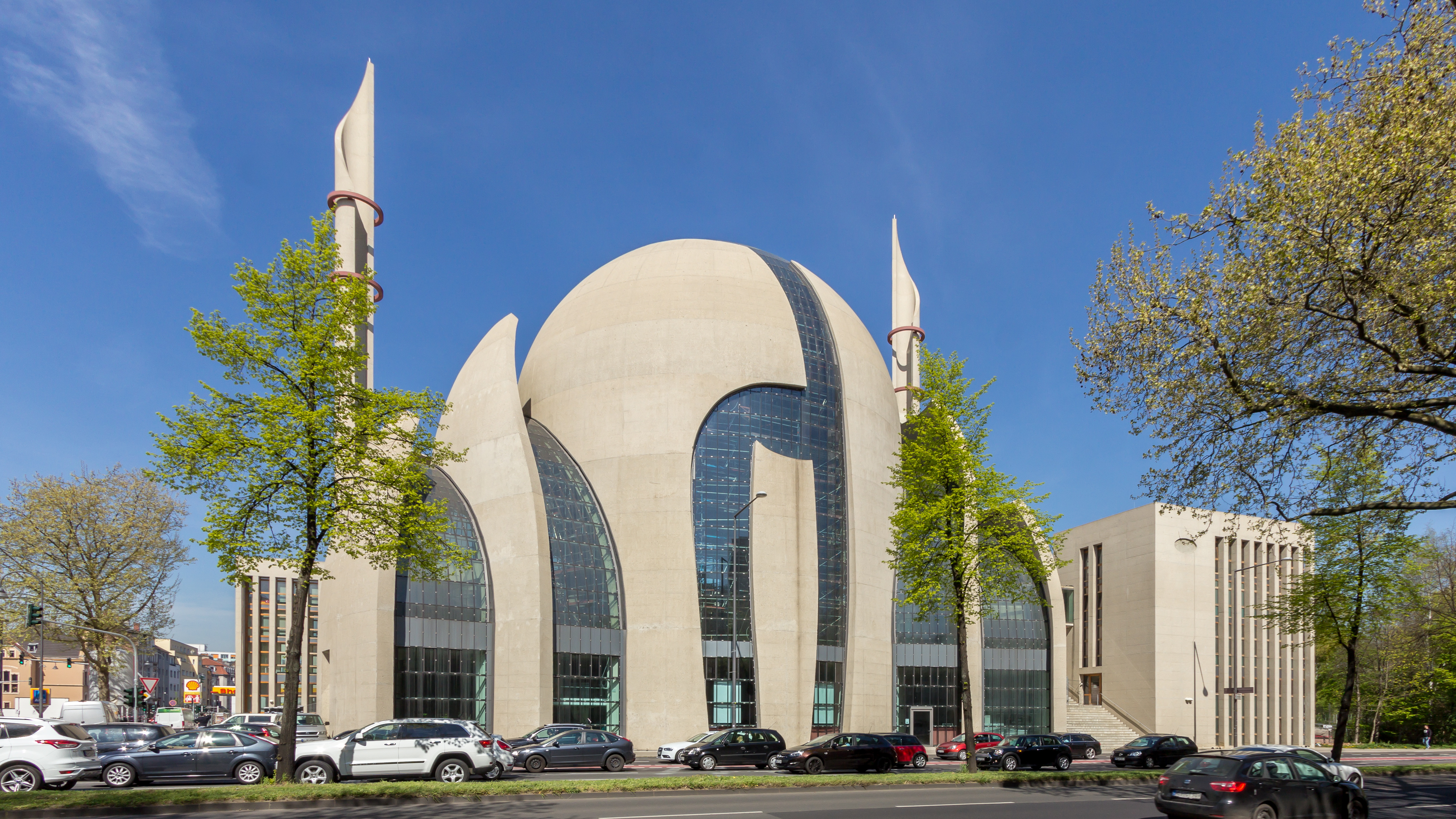
Centrale Moskee, Keulen
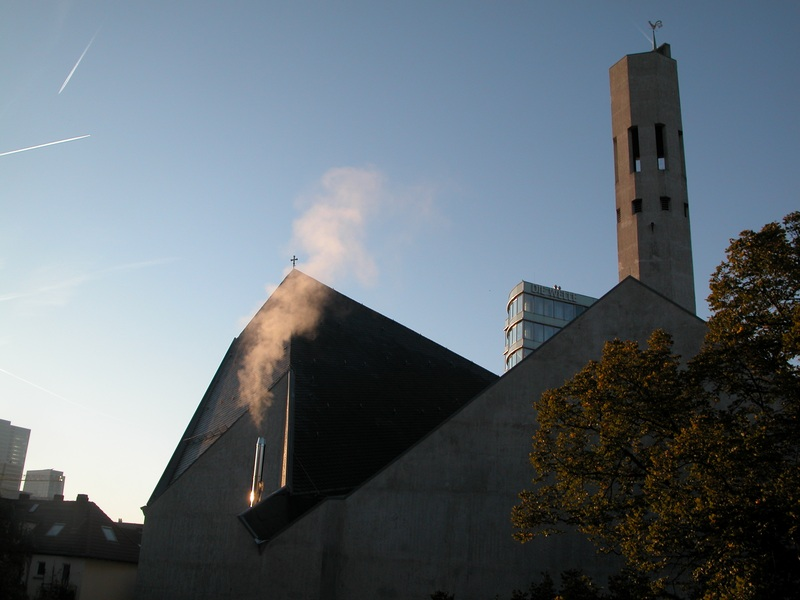
Ignatiuskerk Frankfurt am Main
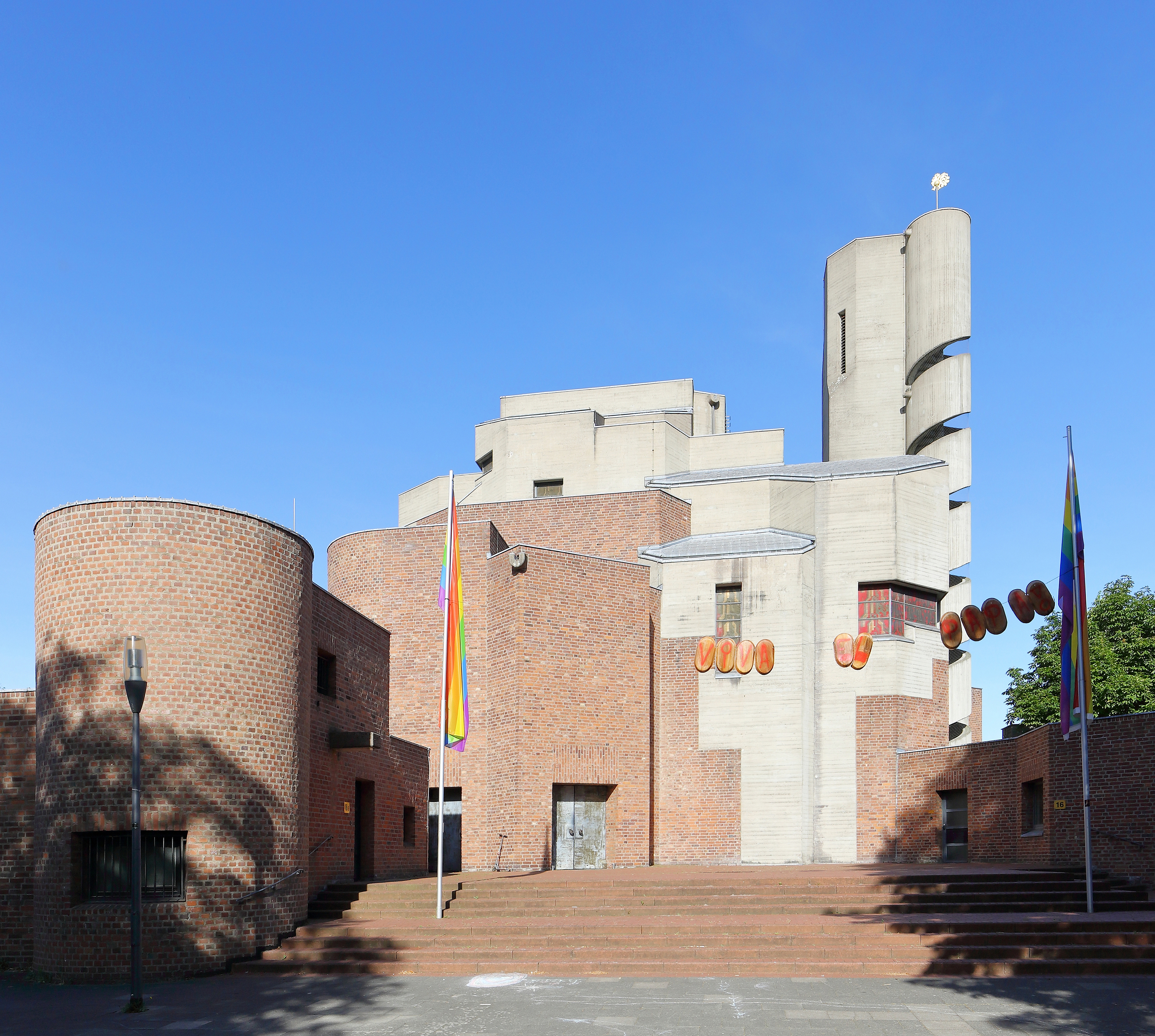
Christi Auferstehung, Keulen
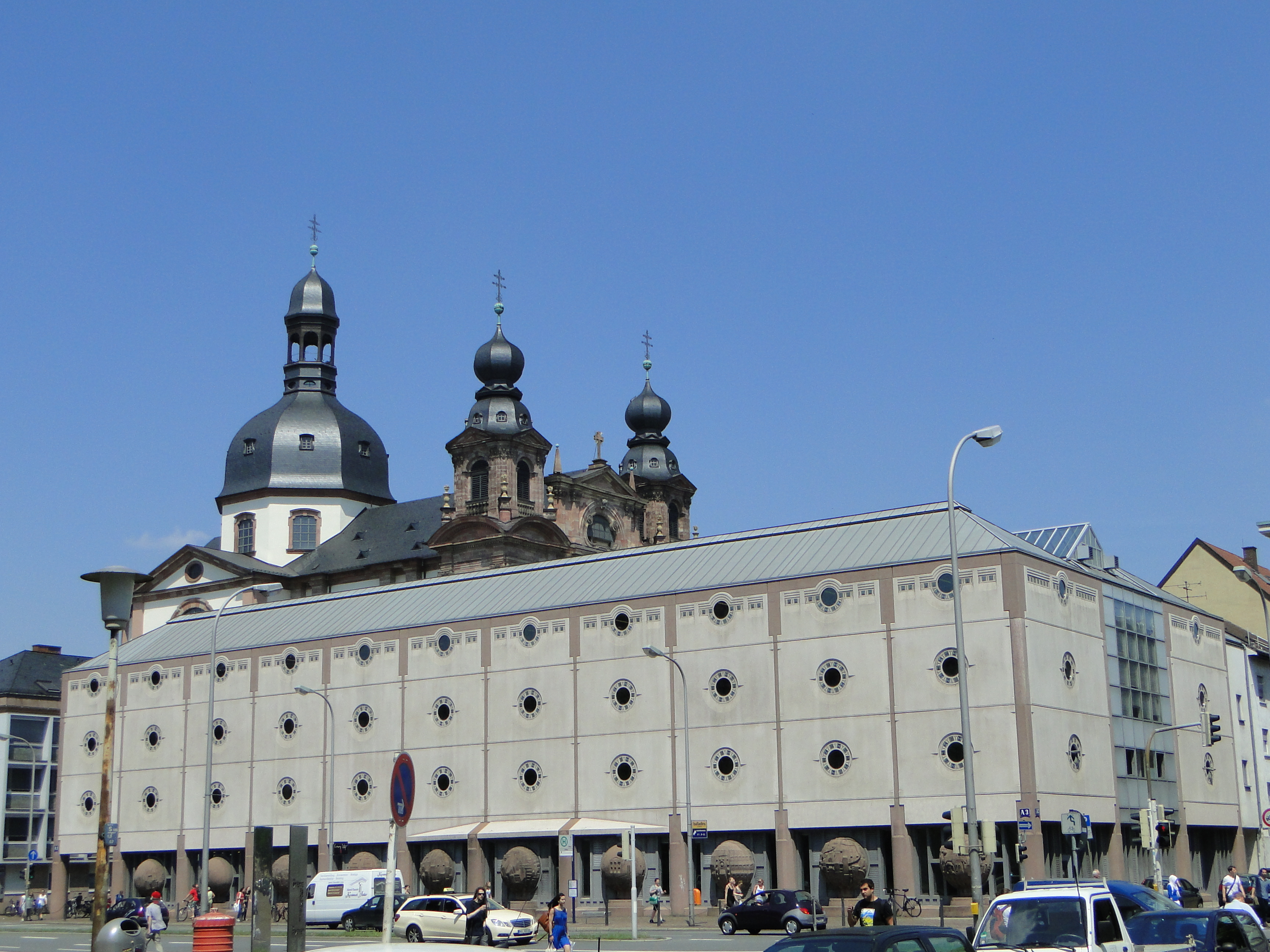
Universiteitsbibliotheek en collegezaal, Mannheim

- Bibsys: 90349449
- Bibliothèque nationale de France: cb155448101 (data)
- Gemeinsame Normdatei: 118659200
- International Standard Name Identifier: 0000 0000 8400 771X
- Library of Congress Control Number: n83200201
- Nationale Bibliotheek van Letland: 000257708
- Nationale Bibliotheek van Tsjechië: xx0148421
- Nationale Bibliotheek van Israël: 987007456968005171
- Nederlandse Thesaurus van Auteursnamen: 074195743
- RKD-Nederlands Instituut voor Kunstgeschiedenis: 223913
- SNAC: w63c3wjm
- Système universitaire de documentation: 07727895X
- Union List of Artist Names: 500009404
- Virtual International Authority File: 92946938
- WorldCat: E39PBJy8m9hfb34qMDpMBTyyBP

Philip Johnson (1979) · Luis Barragán (1980) · James Stirling (1981) · Kevin Roche (1982) · I.M. Pei (1983) · Richard Meier (1984) · Hans Hollein (1985) · Gottfried Böhm (1986) · Kenzo Tange (1987) · Gordon Bunshaft en Oscar Niemeyer (1988) · Frank Gehry (1989) · Aldo Rossi (1990) · Robert Venturi (1991) · Álvaro Siza (1992) · Fumihiko Maki (1993) · Christian de Portzamparc (1994) · Tadao Ando (1995) · Rafael Moneo (1996) · Sverre Fehn (1997) · Renzo Piano (1998) · Norman Foster (1999) · Rem Koolhaas (2000) · Herzog & de Meuron (2001) · Glenn Murcutt (2002) · Jørn Utzon (2003) · Zaha Hadid (2004) · Thom Mayne (2005) · Paulo Mendes da Rocha (2006) · Richard Rogers (2007) · Jean Nouvel (2008) · Peter Zumthor (2009) · Kazuyo Sejima en Ryue Nishizawa (SANAA) (2010) · Eduardo Souto de Moura (2011) · Wang Shu (2012) · Toyo Ito (2013) · Shigeru Ban (2014) · Frei Otto (2015) · Alejandro Aravena (2016) · Rafael Aranda, Carme Pigem en Ramon Vilalta (RCR Arquitectes) (2017) · Balkrishna Doshi (2018) · Arata Isozaki (2019) · Grafton Architects (2020) · Anne Lacaton en Jean-Philippe Vassal (2021) · Francis Kéré (2022) · David Chipperfield (2023)